# Tania Fraga
Tania Regina Fraga da Silva (Sao Paulo, Brasil, 1951) es una arquitecta y artista  brasileña que ha incursionado en tecnologías de realidad virtual para la creación de sus obras, también ha explorado el arte computacional interactivo desde 1987. Su trabajo se centra en la relación arte y tecnología.
Desde 1996 hasta 2003, indagó en la realización de mundos virtuales con Virtual Reality Modeling Language, creando realidades virtuales para Internet usándolos en escenarios cibernéticos para espectáculos interactuados a través de un radio-mouse inalámbrico.

## Formación académica
Se graduó de la Universidad Federal de Minas Gerais en 1974 en la carrera de arquitectura, área en la cual completó una maestría en la Universidad de Brasilia en el año 1980.  Se doctoró en comunicación y semiótica en 1995 en la Pontificia Universidad Católica de Sao Paulo. En 1975 fue profesora en la Fundación Minera de Arte Aleijadinho. En 1987 ingresó en el área de arte y tecnología en la Universidad de Brasilia. Alejada de la actividad docente, continúa dedicándose al trabajo artístico.

## Producción artística
Su trabajo está influenciado por movimientos concretos y minimalistas, centrándose en el encuentro entre arte y tecnología; generando entornos de inmersión, objetos e instalaciones interactivas, visualizaciones cinéticas y estereoscópicas de cuerpos manifestados por elementos geométricos e imágenes orgánicas en las que abundan los colores primarios y secundarios.

### Obra con tecnología
En el Simposio Brasileño de Computación Gráfica y Procesamiento de Imágenes de 1995, presentó sus primeros trabajos con objetos interactivos y estereoscópicos. El soporte informático se asume en esta fase de su trabajo con el uso de lenguajes como YODL y Virtual Reality Modeling Language, y se implementa en Java3D.
- Viaje Xamantico
Propone un viaje no lineal a través del espacio-tiempo poético en entornos de Virtual Reality Modeling Language, con el tema de las experiencias chamánicas y su significado en el contexto telemático. Se lleva a cabo dentro de un tubo de laberinto virtual que tiene 33 estaciones, un número símbolo de totalidad. Estas etapas son pequeños dominios en 3D que se han elaborado como alegorías que esperan ser descubiertas para avanzar. Se accede, y se permite a los participantes "enlaces" ocultos para experimentar diversos aspectos de la sensibilidad poética. En la estación 29, los participantes ven el recorrido desde el exterior y ven toda la ruta. Finalmente, en la estación 33, los participantes llegan y encuentran una interfaz donde tienen el poder de cocrear una obra de arte original.

- Xamantic Web
Fue el primer resultado del Laboratorio Virtual de Investigación Artística en 1996. Su propósito era reunir a artistas, estudiantes e investigadores para crear diálogos multiculturales.
Exploró las similitudes entre los paseos en viajes virtuales y las aventuras de los chamanes en sus mundos desconocidos.
Aquí los artistas actúan como custodios de la conciencia, la sensibilidad y la belleza en dominios virtuales.

-Caracolomobile
Esta obra involucra un organismo cibernético artificial que percibe e identifica los diferentes estados de ánimo humanos, respondiendo a ellos de una manera expresiva con movimientos y sonidos. Las emociones y estados cognitivos son capturados con un casco neuronal que permite al espectador comunicarse “mentalmente” con el organismo.
La obra explora posibilidades simbióticas entre humanos y máquinas, usando procedimientos robóticos, así como computación física y afectiva.
Este proyecto se presta para seguir explorando la creación de arquitecturas móviles y cambiantes que reconozcan, respondan y expresen emociones y sentimientos, aunque sea en formas rudimentarias. Su principal objetivo es crear organismos artificiales estimulables que se expresen por sí solos en interacción al humano.

### Obras de arte más importantes
Tania Fraga es una artista que tiene una gran cantidad de obras, por lo que es difícil nombrar solo un trabajo importante en su carrera; en seguida se hace mención de unas de las más conocidas.
• Epicurus Garden
Es un jardín virtual que imita los procesos de la vida para crear un área de juegos virtual que se recrea constantemente sin tener que repetir formas. Utiliza la emoción del espectador captada por un auricular neuronal para gestionar sus procesos autónomos, lo que resulta en un sistema simbiótico en el que el humano ingresa emociones y la máquina la automatización de procesos que imitan la vida de una manera simple.
Ejecuta software Java personalizado que utiliza señales neurológicas humanas como datos para sus procesos.

## Exposiciones
Exposiciones internacionales
• 4D (2004) se llevó a cabo en el Centro Cultural del Banco de Brasil, Brasilia.
• EmMeio (2008) se llevó a cabo en el Museo Nacional de la República (Brasilia). 
• EmMeio - # 2 (2010) se llevó a cabo en el Museo Nacional de la República (Brasilia). 
• EmMeio - # 3 (2011) se llevó a cabo en el Museo Nacional de la República (Brasilia). 
• EmMeio - # 4 (2012) se llevó a cabo en el Museo Nacional de la República (Brasilia). 
• EmMeio - # 5 (2013) se llevó a cabo en el Museo Nacional de la República (Brasilia). 
• EmMeio - # 6 (2014) se llevó a cabo en el Museo Nacional de la República (Brasilia). 
• CAC4-UFRJ (2014) se llevó a cabo en la Escuela de Bellas Artes de la Universidad de Río de Janeiro.
• EmMeio - # 8 (2016) se llevó a cabo en el Museo Nacional de la República (Brasilia). 
• Realidades virtuales (2017) se llevó a cabo en el Planetario de Brasilia.

Exposiciones nacionales
• Festival Latinoamericano de Arte y Cultura (2007).
• Festival de Invierno de Diamantina (2006).
• Congreso semiótico visual, PUC-SP (1996).

## Becas y reconocimientos
• 1973: Residencia de fin de semana que se construirá en la Reserva Forestal del Valle del Río.
• 1986: Beca Fullbright como artista residente en Bemis Project.
• 1986: Artista Residente, Comisión Fulbright.
• 1990: Concurso Internacional de Tecnologías de Creación / Paris-Cité, Ayuntamiento de París.
• 1991-1992 y 2010: Beca como investigadora visitante en el Departamento de Ciencias de la Computación de la Universidad George Washington en los Estados Unidos.
• 1991-1994: Beca de doctorado, CAPES.
• 1997: Invitada a participar en un seminario en Bariloche, Argentina, promovido por: Fundación VITAE - Brasil, Fundación Antorchas - Argentina, Fundación Andes - Chile y Fundación Rockefeller - USA.
• 1999: Beca postdoctoral, CAPES.
• 2002: Rutas: Transmedia, Instituto Cultural Itaú.
• 2003 - 2000: Destacados intelectuales del siglo XXI, Centro Biográfico Internacional, Cambridge, Reino Unido.
• 2010: Caracolomobile, instalación robótica interactiva en la 5ta Bienal de Arte y Tecnología, Instituto Cultural Itaú.
• 2010: Amoreiras: con el Grupo de Poéticas Digitales de la USP, instalación robótica interactiva en la 5.ª Bienal de Arte y Tecnología, Instituto Cultural Itaú.
• 2010-2011: Desarrolla estudios postdoctorales que integran Realidad Virtual y material en la Escuela de Comunicación y Artes de la Universidad de São Paulo.
• 2013: Premio Intel Perceptual Challenge Brasil con el ingeniero de software Mauro.
• Pichiliani para el proyecto 'DoubleHands'.